# Mattia Cola
Mattia Cola (Sondalo, 3 maggio 1984) è un ex biatleta italiano.

## Biografia
Originario di Santa Caterina Valfurva, nel 2002 entrò a far parte della nazionale italiana. In Coppa Europa esordì nel 2005 nell'inseguimento di Windischgarsten-Rosenau, chiuso al 43º posto, e conquistò il primo podio nel 2006 in Val Martello (3° in inseguimento); in Coppa del Mondo esordì nel 2005 nell'individuale di Hochfilzen, chiusa al 103º posto.
Partecipò ai Mondiali juniores del 2002, del 2003, del 2004 e del 2005, ottenendo come miglior piazzamento il 7º posto nella staffetta del 2002. Vanta una partecipazione iridata (Östersund 2008: 78° in individuale, 11° in staffetta) e una olimpica (Vancouver 2010: 60° in sprint, 55° in inseguimento, 12° in staffetta).

## Palmarès

### Coppa del Mondo
- Miglior piazzamento in classifica generale: 90º nel 2008

### Coppa Europa
- Miglior piazzamento in classifica generale: 35º nel 2007[1]
- 2 podi:
  - 1 secondo posto
  - 1 terzo posto

### Campionati italiani
- 6 medaglie[1]:
  - 3 argenti (sprint nel 2009; sprint, inseguimento nel 2012)
  - 3 bronzi (inseguimento nel 2009; sprint, inseguimento nel 2010)

### Campionati italiani juniores
- 3 medaglie[1]:
  - 2 ori (sprint, inseguimento nel 2005)
  - 1 bronzo (individuale nel 2004)